# کازیمیر پیونتکوسکی
کازیمیر پیونتکوسکی (اوکراینی: Казимир Антонович Піонтковський؛ ۴ مارس ۱۹۰۳ – ۱۰ اوت ۱۹۳۸) بازیکن فوتبال اهل اتحاد جماهیر شوروی سوسیالیستی بود.
از باشگاه‌هایی که در آن بازی کرده‌است می‌توان به باشگاه فوتبال دینامو کی‌یف اشاره کرد.
وی همچنین در تیم‌های ملی فوتبال بازی کرده‌است.